# 李佐 (北魏)
李 佐（り さ、431年 - 501年）は、北魏の官僚・軍人。字は季翼。本貫は隴西郡狄道県。

## 経歴
李宝の子として生まれた。孝文帝の初年、散騎常侍を兼ね、高句麗に対する使者として立った。帰国すると、常山郡太守に任じられ、真定県子の爵位を受けた。冠軍将軍・懐州刺史に転じ、山陽侯の爵位を受けた。まもなく安南将軍の号を加えられ、河内公に封じられた。安東将軍・相州刺史に転じた。
孝文帝が南征の軍を起こすと、李佐は安南将軍の号を受け、咸陽王元禧の大司馬の任を補佐し、殿中将軍の号を受けた。495年（太和19年）、城陽王元鸞や安南将軍の盧淵らとともに南朝斉の赭陽を攻撃したが、諸軍の連係が取れず、南朝斉の垣歴生が来援すると敗北した。敗戦の罪により瀛州に流されて民とされた。498年（太和22年）、孝文帝が宛・鄧に南征すると、李佐は再び起用されて、平遠将軍として軍を率い、南朝斉の新野郡太守の劉忌の守る新野城を攻略した。功績により涇陽県開国子に封じられた。沔北が平定され、広陽王元嘉が荊州刺史となると、李佐はその下で鎮南府長史となり、輔国将軍の号を加えられ、新野に駐屯した。孝文帝が凱旋するにあたって、李佐は帝の命を受けて沔北の守備を委嘱された。
499年（太和23年）、孝文帝が死去すると、遺勅により李佐は輔国将軍のまま行荊州事をつとめた。まもなく正式に荊州刺史に任じられた。宣武帝の初年、洛陽に召還されて都官尚書を兼ねた。501年（景明2年）、死去した。享年は71。征虜将軍・秦州刺史の位を追贈された。諡は昭といった。

## 子女
- 李伯欽（国子学生、早世）
- 李遵（字は仲敬、後嗣、相州治中、相州別駕、冀州征北府長史、司空司馬）
- 李柬（字は休賢、任城王元澄の下で司空参軍事、司徒外兵参軍、任城済北二郡太守、鎮遠将軍・済州刺史）
- 李神儁
- 李儁公（李思約の父）
- 李劌（字は景義）

## 伝記資料
- 『魏書』巻39 列伝第27
- 『北史』巻100 列伝第88
- 魏故国子学生李伯欽墓誌銘